# Никитио Новиконе
1. 1. Никитио Новиконе

Никитио Новиконе (родился предположительно в 1920 году, исчез в 1978 году), также известный как «Никки-Конь» — вымышленный итальянский гангстер, предположительно действующий в районе Квинс, Нью-Йорк, с 1950-х по 1970-е годы. Фигура, окутанная слухами и легендами, Новиконе никогда не был официально осужден ни за одно серьезное преступление, однако, его имя связывают с рядом насильственных актов, рэкетом и контрабандой.
Ранние годы и начало карьеры:
О биографии Новиконе до его появления в Квинсе известно немного. Существуют противоречивые сведения о его итальянских корнях: одни источники утверждают, что он родился в Сицилии и эмигрировал в США в юности, другие же указывают на его рождение в семье итальянских иммигрантов в Бруклине. Прозвище «Никки-Конь» объясняется его любовью к лошадям и, по некоторым слухам, участием в подпольных скачках.
Считается, что Новиконе начал свою криминальную деятельность с мелких краж и вымогательств, постепенно укрепляя свое влияние в игорном бизнесе и контроле над профсоюзами в Квинсе.
Влияние и деятельность:
В период своего расцвета Новиконе, как предполагается, контролировал значительную часть незаконной деятельности в восточном Квинсе. Сфера его влияния, по слухам, распространялась на:
• Игорный бизнес: Организация подпольных казино и букмекерских контор.
• Трудовые рэкеты: Контроль над местными профсоюзами, вымогательство у строительных компаний.
• Контрабанда: Участие в нелегальной торговле алкоголем и наркотиками.
• «Защита»: Предоставление «крыши» мелким бизнесам в обмен на регулярные выплаты.
• "Известные сторонники": Серафимо Тито, Максимус Колито и Андреа Долгоньё.
Хотя прямых доказательств, связывающих Новиконе с убийствами, нет, его имя часто упоминается в контексте «неразрешенных» случаев, произошедших в то время. Считается, что он придерживался строгих принципов «омерты» и отличался особой жестокостью по отношению к предателям.
Исчезновение:
Никитио Новиконе бесследно исчез в 1978 году. Его автомобиль был найден брошенным возле ипподрома Акведук в Квинсе. Обстоятельства его исчезновения остаются загадкой. Существует несколько теорий:
• Убийство: Предполагается, что Новиконе был убит своими конкурентами в борьбе за власть.
• Бегство: Некоторые верят, что он бежал из страны, опасаясь преследования со стороны властей или враждебных гангстерских группировок.
• Инсценировка: Теория, что он инсценировал свою смерть, чтобы начать новую жизнь под другим именем.
Наследие:
Несмотря на отсутствие официальных обвинений и осуждений, имя Никитио Новиконе остается частью криминальной истории Нью-Йорка. Легенды о его жестокости, влиянии и загадочном исчезновении продолжают передаваться из уст в уста, превращая его в мифическую фигуру в гангстерском пантеоне. Его история является примером того, как слухи и легенды могут затмить факты, создавая образ, более живучий, чем сама реальность.
Литература:
• (Вымышленная книга) «Теневые правители Квинса: Нерассказанная история гангстеров Нью-Йорка» — Альфредо Росси, 2005. (Книга частично посвящена предполагаемой деятельности Никитио Новиконе.)
• (Вымышленная статья) «Легенды Квинса: Никитио Новиконе и его эпоха» — Журнал «Нью-Йорк Магазин», 1985.
См. также:
• Итало-американская мафия
• Омерта
• Квинс, Нью-Йорк